# Olivier Logerot
Olivier Logerot est un artiste, sculpteur et tourneur sur bois. Il effectue diverses expositions à travers la France ainsi que des présentations et des formations découverte sur le thème du tournage sur bois dans son atelier à Sisteron.

## Biographie
Né le 8 avril 1967 à Aubervilliers, Olivier Logerot passionné de bois et de marine, travaille en tant que charpentier de marine dans différents chantiers navals. Après plusieurs années, il décide de se reconvertir et effectue une formation dans le tournage sur bois à l'école Escoulen d'Aiguines.

Il ouvre son atelier à Aiguines puis déménage pour Sisteron où il effectue certaines formations et des ateliers découverte au sein de son atelier.